# Szent Flórián

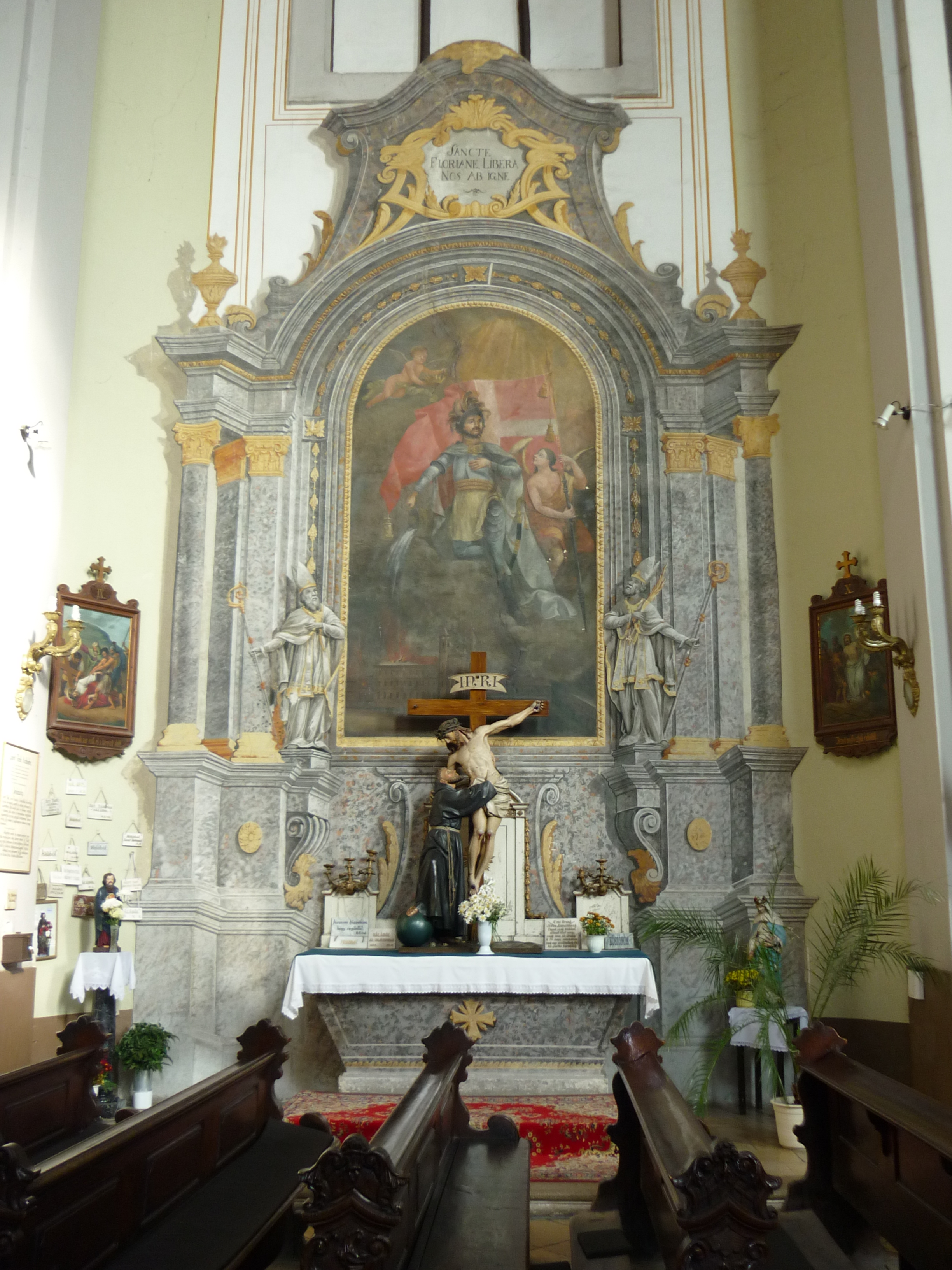
Szent Flórián oltára az egri minorita templomban

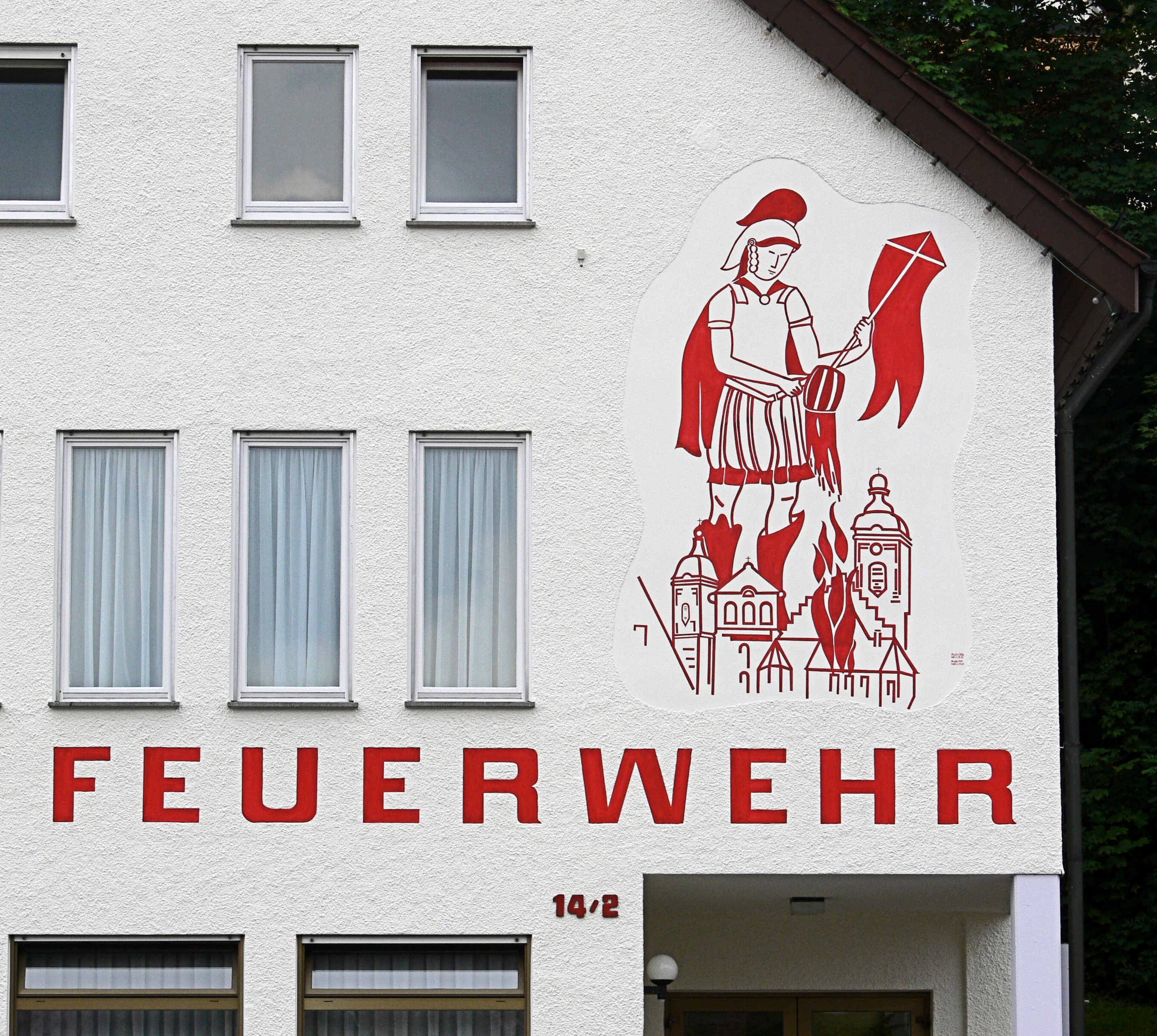
Szent Flórián-freskó Weingartenben

Szent Flórián (240 körül – 304. május 4.) keresztény vértanú, a tűzoltók védőszentje.

## Élete
A 3. század második felében élt, ekkor vette fel a keresztény hitet. Magas rangú katonatisztek leszármazottjaként egy római légióban századosként szolgált. A kor a kereszténység szempontjából viszonylag békében telt, Flórián békésen vett búcsút a hadseregtől. Diocletianus császár uralma alatt, 303-ban azonban újra kitört a keresztényüldözés. Amikor ő tudomást szerzett arról, hogy az Enns-parti Laureacumban (ma: Lorch an der Enns) fogságba ejtettek 40 keresztényt, a foglyok segítségére sietett. A városba érkezése előtt nyíltan megvallotta keresztény mivoltát, ezért elfogták, és bíróság elé állították. Egykori katonatársai vitték a bíró elé. Büntetésként megbotozták, és arra ítélték, hogy kővel a nyakában az Ennsbe dobják. A kivégzést 304. május 4-én hajtották végre: az Enns hídjáról taszították le Flóriánt. Holttestét egy Valéria nevű özvegy temette el.

## Tisztelete
Sírja felett templomot építettek, amelyet a bencések, majd a lateráni kanonokok gondoztak, körülötte híres kegyhely épült ki. Tisztelete főként Bajorországban, Ausztriában és Lengyelországban terjedt el, gyakori még Szlovénia és Horvátország területén, ahol ma is szokás főként a vidéki tűzoltószertárak épületét Szent Flóriánt ábrázoló festménnyel ellátni. Árvizek és tűzvészek ellen védő szent, délnémet és osztrák területeken szokás volt a család egyik fiúgyermekének a Flórián nevet adni, a szent tisztelete által a ház védelmét remélve a tűzvésztől. A tűzoltók, a kéményseprők, valamint Linz, Felső-Ausztria és Krakkó védőszentje.
Kezdetben az árvizek ellen kérték segítségét. A hagyomány szerint ifjúkorában imádságára kialudtak egy égő ház lángjai, ennek hatására a 15. század végén már inkább elsősorban a tűzzel hozták kapcsolatba.
Tisztelete Magyarországon a középkor végén Szepes vármegye németlakta vidékein kezdődött, majd a 17. században terjedt el általánosan.
1999 óta ünnepnapján, május 4-én tartják a tűzoltók világnapját.